# Ophiactis modesta
Ophiactis modesta is een slangster uit de familie Ophiactidae.
De wetenschappelijke naam van de soort werd in 1888 gepubliceerd door Johannes Georg Brock.